# Ferdinand von Rayski
Ferdinand von Rayski (Pegau, 23 ottobre 1806 – Dresda, 23 ottobre 1890) è stato un pittore tedesco.

## Biografia
Ferdinand von Rayski nacque il 23 ottobre 1806 a Pegau in una famiglia aristocratica. Dal 1816 al 1821 studiò disegno con Traugott Faber presso il Freimaurinstitut a Dresda e dal 1823 al 1825 studiò all'Accademia di Belle Arti di Dresda. Iniziò la sua carriera nel 1829, dipingendo ritratti di nobili ad Hannover e in Slesia. Morì il giorno del suo 84º genetliaco.

## Opere

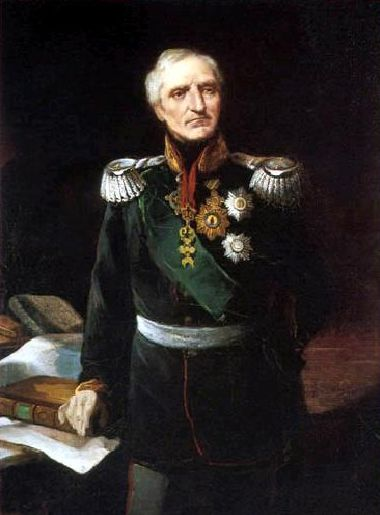
Ritratto di re Giovanni di Sassonia, 1870
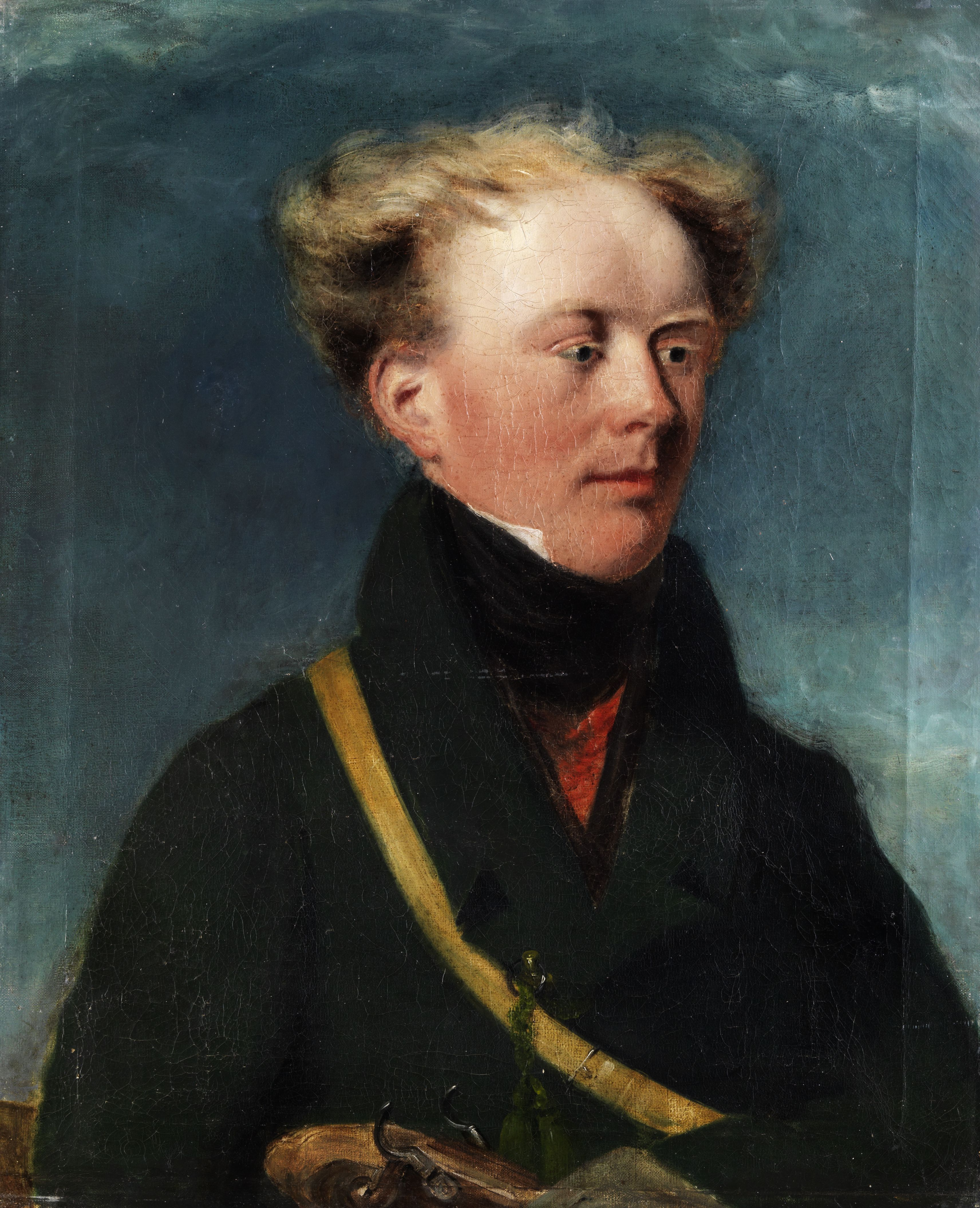
Eugen von Bardeleben, 1884